# Mobile Suit Gundam: Encounters in Space
Mobile Suit Gundam: Encounters in Space, anche conosciuto in Giappone con il titolo alternativo Mobile Suit Gundam: Tour of the Universe (機動戦士ガンダム めぐりあい宇宙?, Kidō senshi Gandamu meguriaiuchū), è un videogioco sparatutto fantascientifico in terza persona per PlayStation 2, pubblicato nel 2003. Il gioco, ambientato nell'universo della serie anime Gundam si basa sui combattimenti fra mecha spaziali. Sviluppato e pubblicato dalla Bandai, il gioco si basa sulla linea temporale dettata dall'Universal Century del franchise di Gundam.
Più che raccontare una singolo storia continuativa, la modalità giocatore singolo di Encounters in Space è spezzettata in alcuni brevi episodi che prendono piede nell'arco temporale di quattro anni. Questi episodi insieme formano un resoconto di diverse importanti battaglie combattute durante e dopo la guerra di un anno tra la Federazione Terrestre e il Principato di Zion.